# هاروكي توياما
هاروكي توياما (باليابانية: 遠山悠希) هو لاعب كرة قدم ياباني، ولد في 6 نوفمبر 2003 في كيوتو في اليابان.

## وصلات خارجية
- هاروكي توياما على موقع رابطة كرة القدم اليابانية للمحترفين (اليابانية)
- هاروكي توياما على موقع قاعدة بيانات كرة القدم.إي يو (الإنجليزية)
- هاروكي توياما على موقع Soccerway.com (الإنجليزية)
- هاروكي توياما على موقع عالم كرة القدم.نت (الإنجليزية)